# ダース・アレクセーヴィチ・ベイダー
ダース・アレクセーヴィチ・ベイダー（ダルト・オレクシーオヴィチ・ヴェイデル）（ウクライナ語: Дарт Олексійович Вейдер, ラテン文字転写: Dart Oleksiyovych Veyder、1956年1月10日 - ）は、ウクライナの政治活動家。ウクライナ・インターネット党の副党首。本名はヴィクトル・オレクシーオヴィチ・シェウチェンコ（ウクライナ語: Віктор Олексійович Шевченко, ラテン文字転写: Viktor Oleksiyovych Shevchenko）だが、本人は別人であると主張している。
『スター・ウォーズ』シリーズのダース・ベイダーに扮装して2014年ウクライナ大統領選挙に立候補を試みて拒否されたことで注目を集めた。

## 来歴

### 生い立ち
白ロシア・ソビエト社会主義共和国ホメリ州カルィバニ出身。高校卒業後にウクライナ・ソビエト社会主義共和国キエフに移住し、国立食品技術大学で電気技師として働く。オデッサでは麻薬密売や違法駐車の撲滅運動や、台風被害を受けた街の瓦礫撤去作業などに参加した。この頃から既にダース・ベイダーの扮装をして活動していた。

### 政治活動
2012年ウクライナ最高議会選挙に立候補を試みるが、ウクライナ選挙管理委員会に立候補を拒否されている。立候補を拒否された際に、ベイダーは以下のようなコメントを残している。
2014年3月29日、2014年ウクライナ大統領選挙にウクライナ・インターネット党から出馬することを表明し、250万フリヴニャ（約2310万円）の立候補登録料を支払った。立候補の際には「ダース・ベイダー」と記載されたパスポートを身分証明として提出している。しかし、1週間後の4月3日に中央選挙管理委員会は、ベイダーの所得証明書類や党からの公認手続き、改名手続きの不備、そして有名キャラクターの名を使用することによる有権者の意思形成への影響を理由として、ベイダーの立候補届を拒否した。また、登録名が映画のキャラクターという点も「ウクライナの大統領選を茶番に仕立て上げようとする者がいる」として中央選挙管理委員会の不評を買った。ベイダーとウクライナ・インターネット党は決定を不服として行政裁判所に提訴したが、4月12日に訴えは退けられている。大統領選挙への出馬が不可能となったベイダーは、大統領選挙と同日に実施されたキエフ市長選挙とオデッサ市長選挙に出馬したが、いずれも落選している。また、「ロシアは既に緑の小人たちに蹂躙されている。私のような最高司令官こそぴったりだ」と述べ、2018年に実施されるロシア大統領選挙への立候補を示唆していたが、結局立候補しなかった。

## 政治主張
ダース・ベイダーとしてのキャラクターを意識した政策を掲げている。
- デス・スターの建設による国防力の強化[13]
- シスの言語を第二公用語に採用[14]
- ソ連貯蓄銀行（ロシア語版）の貯蓄解放[14]
- 給与・年金の「宇宙規模」の増額[14]
- チェルノブイリをキエフからベラルーシ方面に60キロメートル移動させる[15]

## 「ダース・ベイダー」候補の乱立
ウクライナ・インターネット党は2014年ウクライナ最高議会選挙でダース・ヴィクトロヴィチ・ベイダー、インペラトール・ヴィクトロヴィチ・パルパティーン、ステパン・ムィハイロヴィチ・チューバッカ、パドメ・ムィコライヴナ・アミダラ、マスター・ヴォロディームィロヴィチ・ヨーダら17人の候補者を擁立するが0.36%の得票しか得られず、5%条項を満たすことが出来なかったため議席を得ることが出来なかった。
2015年10月に実施された2015年ウクライナ統一地方選挙では小政党「ダース・ベイダー党」から44人のダース・ベイダーが立候補した。オデッサ市議会議員選挙ではダース・ニコラエヴィチ・ベイダー、ハリコフ市長選挙にはダース・オリガヴィチ・ベイダーを名乗る人物がそれぞれ立候補している。これらのダース・ベイダー候補はいずれも落選しているが、ドミトリー・パルパティーンを名乗る立候補者が54.4%の得票を獲得し、オデッサ市議会議員に当選している。